# Глобус Кратеса

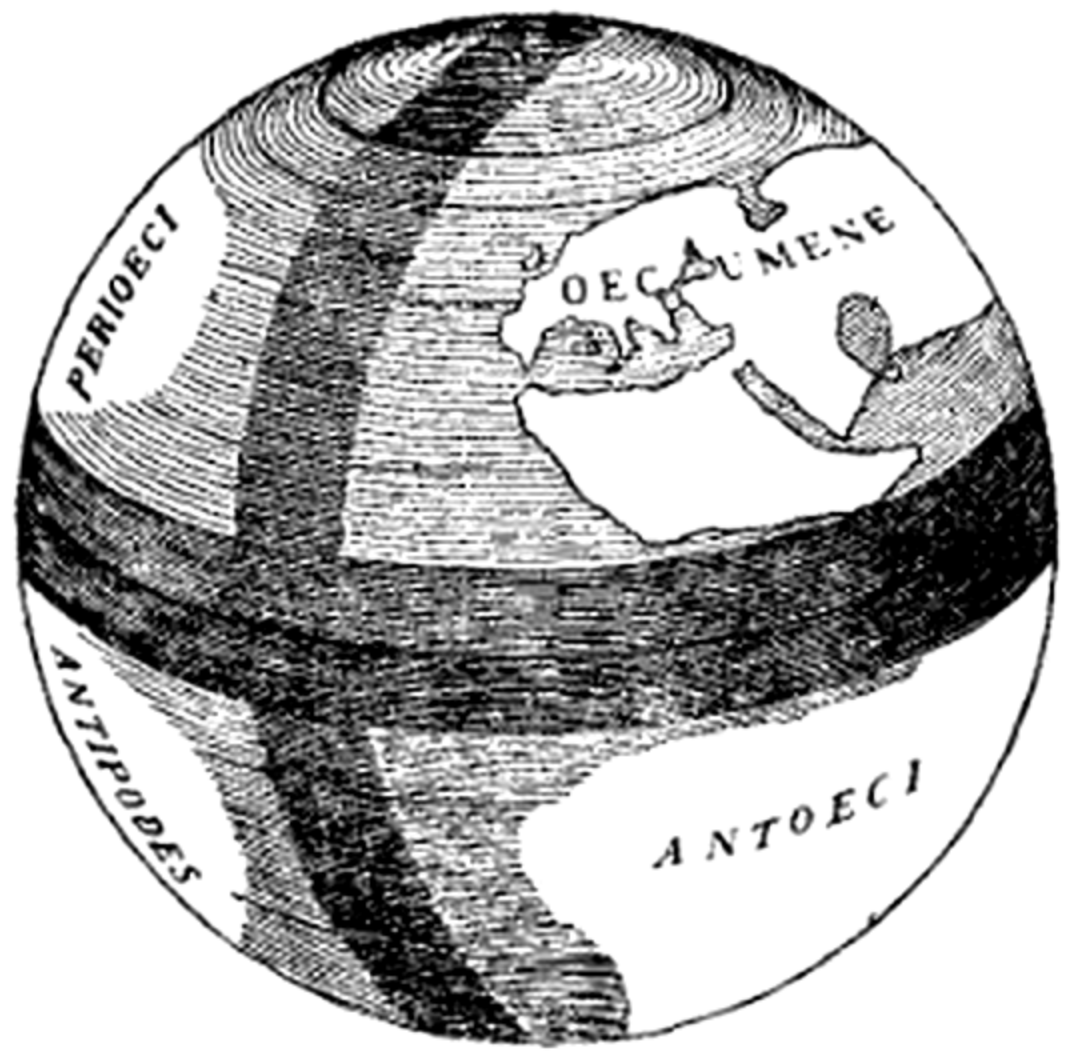
Глобус Кратеса

Глобус Кратеса — перший земний глобус, виготовлений близько 150 року до н. е. Кратетом (Кратесом) Малльським, що жив в Пергамі.
Сама модель до наших днів не дійшла. Про глобус згадують дуже коротко Страбон та Гемін. Страбон зауважує, що для докладного і ясного зображення Ойкумени (населеної землі) потрібно, щоб глобус був 10 фт. в діаметрі. Чи мав він при цьому на увазі пергамський глобус Кратеса або міркував лише теоретично — невідомо. Гемін повідомляє, що Кратес забезпечив свій глобус системою кіл і помістив між тропіками океан. З деяких вказівок Страбона і із зауважень Макробія про океани можна припускати, що на глобусі Кратеса був зображений головний екваторіальний океан, від якого виходили два меридіональних океани, які в сукупності ділили сушу на чотири частини.
З сучасних позицій важко назвати цей зразок справжнім глобусом, адже він був швидше теоретичною моделлю поверхні Землі, з урахуванням обрисів відомих на ту пору європейцям материків і океанів. Проте його значення велике, оскільки показує, що вже в античні часи були висунуті припущення про кулястість планети Земля. І хоча в Середні століття європейці знову перейшли до уявлень про пласку Землю, спрощена модель кулі Кратеса з перехресними смугами океанів або з одним екваторіальним і половиною меридіонального кола, стала емблемою влади над світом (держава) римських і візантійських імператорів, а згодом стала регалією й інших європейських монархів. До прийняття Римською імперією християнства ця куля вінчалася фігуркою богині перемоги, а згодом — хрестом.
У пізньому середньовіччі це четвертний (гіпотетично) розподіл суші знову з'являється в працях європейських вчених і виводиться як теоретичне обґрунтуванням існування Невідомої Південної землі.